# Vikten
Vikten est une localité du comté de Nordland, en Norvège.

## Géographie
Administrativement, Vikten fait partie de la kommune de Flakstad.